# Jean-François Reubell
Jean-François Reubell o Rewbell (Colmar, 6 de octubre de 1747; ibidem 24 de noviembre de 1807), fue un político y diplomático francés, una figura republicana moderada pero intransigente de la Revolución francesa, y uno de sus principales actores.
Diputado constituyente a la Convención Nacional, feuillant, luego montañés, se mostró partidario al regicidio de Luis XVI y a la guerra contra la Primera Coalición. Fue designado director ejecutivo de la Primera República francesa y presidente del Directorio el 11 de noviembre de 1795. Frente al extravagante Barras, llevó a cabo sistemáticamente una diplomacia de aniquilación del apoyo extranjero a la contrarrevolución que le llevó a reinventar una política de conquista. Perseguidor del jacobinismo asesino ante las insurrecciones realistas y la quiebra pública, fur uno de los jefes de Gobierno que, el 4 de septiembre de 1797, se mantuvo mediante el Golpe de Estado del 18 de fructidor del año V, a pesar del resultado favorable de las elecciones censales, al regreso del orden monárquico. Debilitado por la Segunda Coalición, acusado calumniosamente  de enriquecimiento personal, finalizó su mandato el 9 de mayo de 1799 y fue sustituido por su exministro Sieyès, que llevó a Bonaparte al Consulado con el golpe de Estado del 18 de brumario.
Su historial, ensombrecido por las convulsiones del Imperio, incluye la fijación de la frontera sobre el Rin, la departamentalización de las colonias, la creación de la República Bátava y de la República Helvética, la unión aduanera con las repúblicas hermanas, el sistema continental inadecuadamente tomado  por Napoleón, permanece contaminado por el uso de golpes de Estado y la "guillotina seca", así como por su oposición a la emancipación judía. El sentimiento creciente dentro dentro del ejército popular de haber sido traicionado por la política, favoreciendo el cesarismo, fue fatal para él.

## Biografía

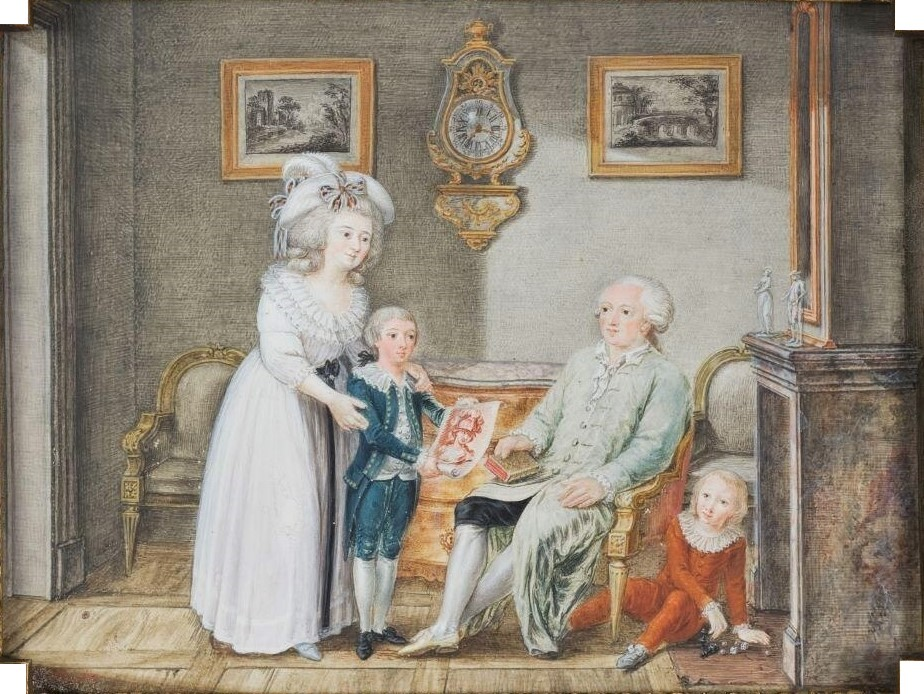
Jean-François Reubell, su esposa Marie-Anne y sus hijos Jean-Jacques (de azul) y Xavier (de rojo).
Dibujo de François-Joseph Hohr, hacia 1784, Museo Unterlinden.

Jean-François Reubell era hijo de Jean Reubell, abogado nacido en Sélestat, que se convirtió en secretario intérprete del Consejo soberano de Alsacia, cuya sede estaba en Colmar, y luego notario en la misma ciudad, que era un bastión del catolicismo frente al luteranismo de Estrasburgo. Su madre, Marie, era hija de uno de los fiscales del Consejo Soberano de Alsacia, Claude Simottel.
Jean-François Reubell tenía una hermana, Françoise Charlotte, y dos hermanos, François Xavier y Henri, el mayor tendría una brillante carrera en el ejército. Él mismo siguió los pasos de su padre, estudió derecho en la Universidad de Estrasburgo, donde conoció a Johann Wolfgang von Goethe en 1771 y se convirtió en abogado en el Consejo Soberano de Alsacia en 1775. Su lengua de trabajo era su lengua materna, el alemán del Rin superior, nunca se aplicó el decreto de enero de 1685 que imponía el francés para la redacción de documentos.
Se casó con una hija y nieta de fiscales, Anne Marie Mouhat, que una tarde de 1797 Paul Barras, galante, comparó con la madre de la patria, Marianne. Burgués rico, tenía veintinueve años, cuando le nació el primero de sus dos hijos, Jean Jacques. Hizo carrera militar en las filas de su tío.
En su práctica defendió a los judíos de Berna. Perdió el juicio contra el Gran Consejo del cantón y mantuvo sus prejuicios contra el sistema judicial y político de Suiza. Una causa lo marcó particularmente, la de los campesinos de Horbourg, cerca de Ribeauvillé, a quienes defendió contra sus acreedores judíos.
Uno de sus casos fue el patrimonio de Louis Paul Pinon, vizconde de Avor y presidente de la Cámara de La Tournelle, fallecido en 1779 a la edad de noventa años, que fue el magistrado que acusó por primera vez a Sade, su escandaloso vecino, el 4 de abril de 1768. Reubell adquirió de la viuda y de sus dos hijos su propiedad de campo en Arcueil, un castillo y su parque situado entre la actual estación y la calle Marius-Sidobre, en una finca que pertenecía a Pierre de Ronsard. Uno de los nietos, Anne Louis Pinon (1720-1806), marqués de Saint-Georges, fue teniente general de los ejércitos del rey, y el otro, Jean Pinon, fue ascendido a general en el ejército del Rin, mientras que Jean François Reubell formaba parte del Comité de Seguridad General.

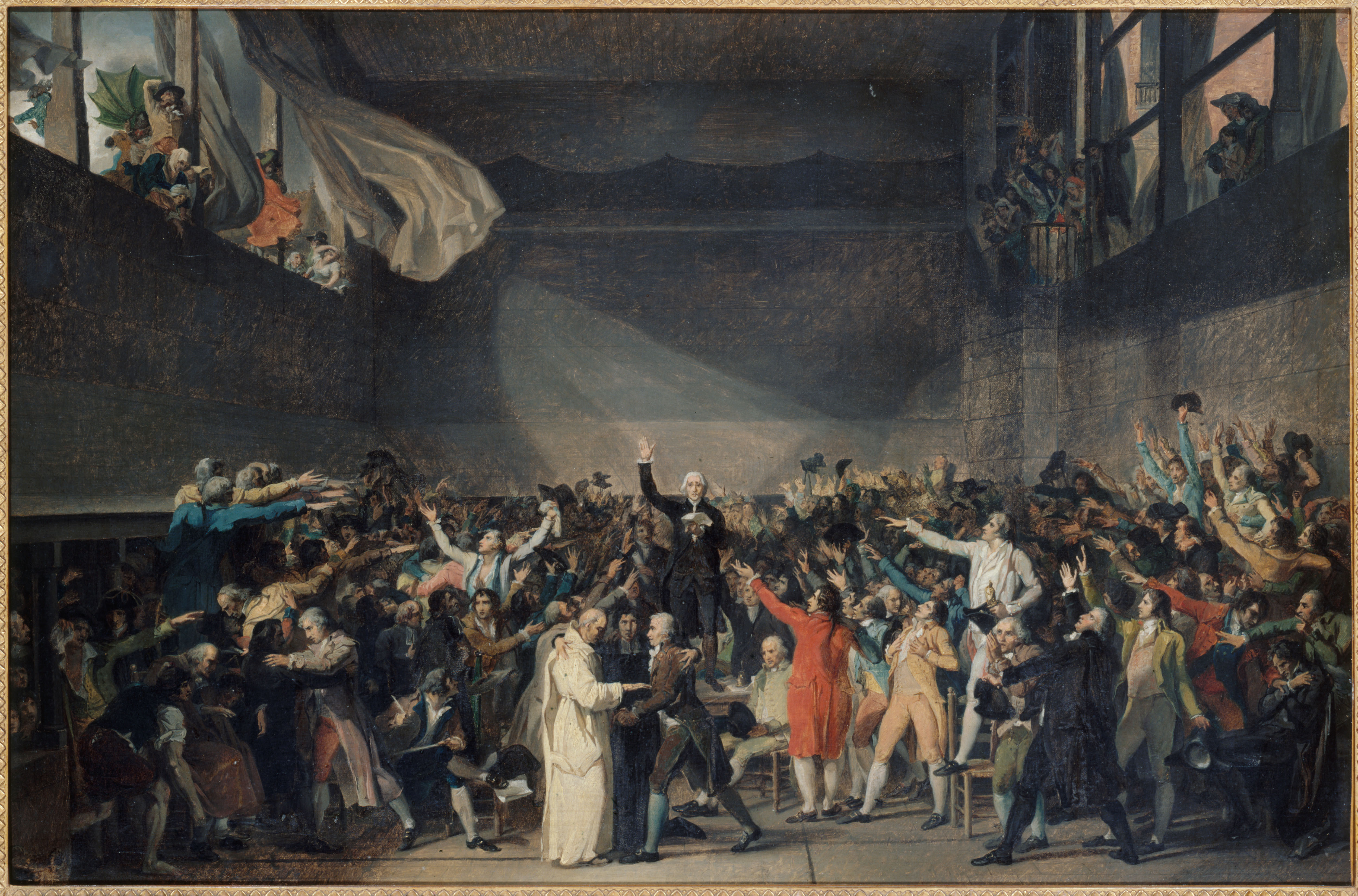
El Juramento del Jeu de Paume, pintado en 1791 por David. El diputado que confraterniza con el representante del clero Thibaut, en el centro, es Reubell. En realidad, se realizó una manifestación preliminar el 13 de junio de 1789 en Menus-Plaisirs.

Presidente del consejo local del colegio de abogados, Reubell fue elegido el 2 de abril de 1789  diputado del Tercer Estado de la Bailía y senescalía de Colmar y de Sélestat en los Estados Generales, inaugurados en Versalles el 5 de mayo. Allí se unió a las filas del Partido Patriota, que hizo campaña para que los Estados Generales solucionaran la quiebra del Estado y que durante un año Guy-Jean-Baptiste Target había reunido en su casa a los aristócratas liberales de la Sociedad de los Treinta, Mirabeau, La Fayette, Aiguillon, Duport, masones pertenecientes a diferentes logias, pero también Condorcet, los hermanos Lameth, Pont de Nemours, Talleyrand, Sièyes. Su elocuencia y sus ataques contra el Antiguo Régimen lo hicieron destacar desde el principio.
Fue el primero, el 8 de mayo de 1789, seis semanas antes del Juramento del Juego de Pelota, en convocar al Tercer Estado a reunirse con las otras dos órdenes y formar una nación. Fue elegido dos veces a la presidencia de la asamblea como diputado, el 1 de junio junto a Dailly, el 8 junto a Bailly, lo que le dio la oportunidad de castigar a los manifestantes encabezados por el duque de Caylus. El 17 de junio saludó la propuesta de Sieyès de crear una Asamblea Nacional.
El 9 de julio, cuarenta y dos días después de que el rey Luis XVI hubiera renunciado a obtener la destitución de los miembros insurrectos de los Estados Generales, se unió al Club Bretón, que reunía en el seno de la nueva Asamblea Constituyente a los más ardientes partidarios de una monarquía constitucional donde el parlamentarismo sería preeminente. Intervino para apoyar la abolición de los privilegios feudales propuesta el 4 de agosto de 1789. Participó estrechamente en el intenso trabajo de redacción de la Declaración de los Derechos del Hombre y del Ciudadano, que concluyó el 26 de agosto.
Cuando, el 12 de octubre de 1789, la Asamblea Nacional Constituyente fue trasladada a París, en la Salle du Manège, se incorporó a los Jacobinos, que presidió del 4 de febrero al 7 de marzo de 1791. Ya en noviembre de 1789, subió al podio para apoyar la propuesta de abolir los parlamentos y los consejos soberanos y luego el decreto de departamentalización, que fue adoptado el 26 de febrero de 1790. Sin embargo, denunció desde la tribuna al nuevo alcalde de Estrasburgo, Philippe-Frédéric de Dietrich, aristocrático masón y amigo de Claude Joseph Rouget de Lisle.
Votó a favor de reformas, en particular en julio de 1790 a favor de la constitución civil del clero, pero acabó destacándose por su oposición a los excesos demagógicos, como el voto a favor de la demolición del castillo de Vincennes  o las denuncias públicas  de diputados por sus colegas.
El 19 de abril de 1791, a favor de la liberación del Principado de Basilea, denunció desde la tribuna la connivencia del ministro del Comité diplomático Montmorin con una Austria que abrigaba a los contrarrevolucionarios. El 23 de abril de 1791 fue elegido presidente de la Asamblea, que deberá ceder legalmente el 8 de mayo.

#### El concepto de nacionalidad y la cuestión judía
Cuando la cuestión de los derechos civiles judíos, planteada por primera vez el 3 de agosto de 1789 por el abad Grégoire  y puesta en el orden del día el 1 de septiembre de 1789, por el mismo, llega al debate, en Navidad, Reubell se opuso con virulencia a la petición presentada por Berr Isaac Berr, que pedía la emancipación de unos veinticinco a veintisiete mil judíos alsacianos y de Tres Obispados. Enérgicamente se opuso a sus colegas alsacianos en varios otros puntos, incluida la cuestión de la lealtad protestante, se le unieron en estas cuestiones  los diputados de Estrasburgo, Koch, Dietrich y Schwendt. En su argumentación, transmitida por el Anne-Louis-Henri de La Fare y Anne-Louis-Henri de La Fare, los prejuicios antisemitas más arcaicos se mezclan con las racionalizaciones de la época, que se derivaban de trabajos científicos, como los de Petrus Camper, y que eran compartidos por numerosas personalidades eminentes, entre ellas Voltaire: la usura, el engaño de los campesinos, el internacionalismo financiero, la raza africana, la negativa hereditaria a integrarse en la nación, el separatismo congénito, la sospecha de ser agentes extranjeros. Abogó explícitamente por la prohibición del proselitismo judío. 
La actitud de Reubell fue menos una expresión de hostilidad racista, que negó durante el Terror interviniendo ante un comisario del Comité de Salvación Pública  a favor de los judíos alsacianos, que de una tortuosa preocupación por proteger intereses prácticos y para no disgustar a su electorado. De hecho, su primera preocupación era evitar la transferencia a Renania de los derechos de los banqueros judíos  sobre la mitad de las tierras agrícolas alsacianas. Para él, estas deudas eran del mismo orden que los bienes nacionales confiscados a la Iglesia. Se negó a sacrificar consideraciones que pretendían ser naturales y al mismo tiempo completamente comunes a los principios generales, rígidos y abstractos que se le oponíann, con una benevolencia ambivalente que surgía de los mismos prejuicios que Mirabeau, Duport, Clermont Tonnerre y Robespierre. Elogió los principios generosos de sus colegas a favor de la emancipación, pero los criticó por ignorar la realidad de la situación en Alsacia, en particular la fuerza del antisemitismo ambiental. 
El punto de vista de Reubell y su grupo de diputados, que invocan el sentimiento sionista de una identidad nacional judía específica, prefigura muy de cerca el discurso asimilacionista teorizado por Charles Maurras a principios del XX: "(...) como esperamos que nuestras nuevas leyes los conviertan en un pueblo honesto y trabajador (...)". Básicamente, este punto de vista es idéntico al de su oponente Robespierre, es decir, que el pueblo judío sufriría una degeneración causada por la persecución y que su salvación pasa por la renuncia a ser judío y la fusión en la nueva nación: "Los vicios de los judíos surgen de la degradación en que los habéis sumergido; serán buenos cuando puedan encontrar alguna ventaja en serlo."

#### Las dos enmiendas sucesivas de Reubell

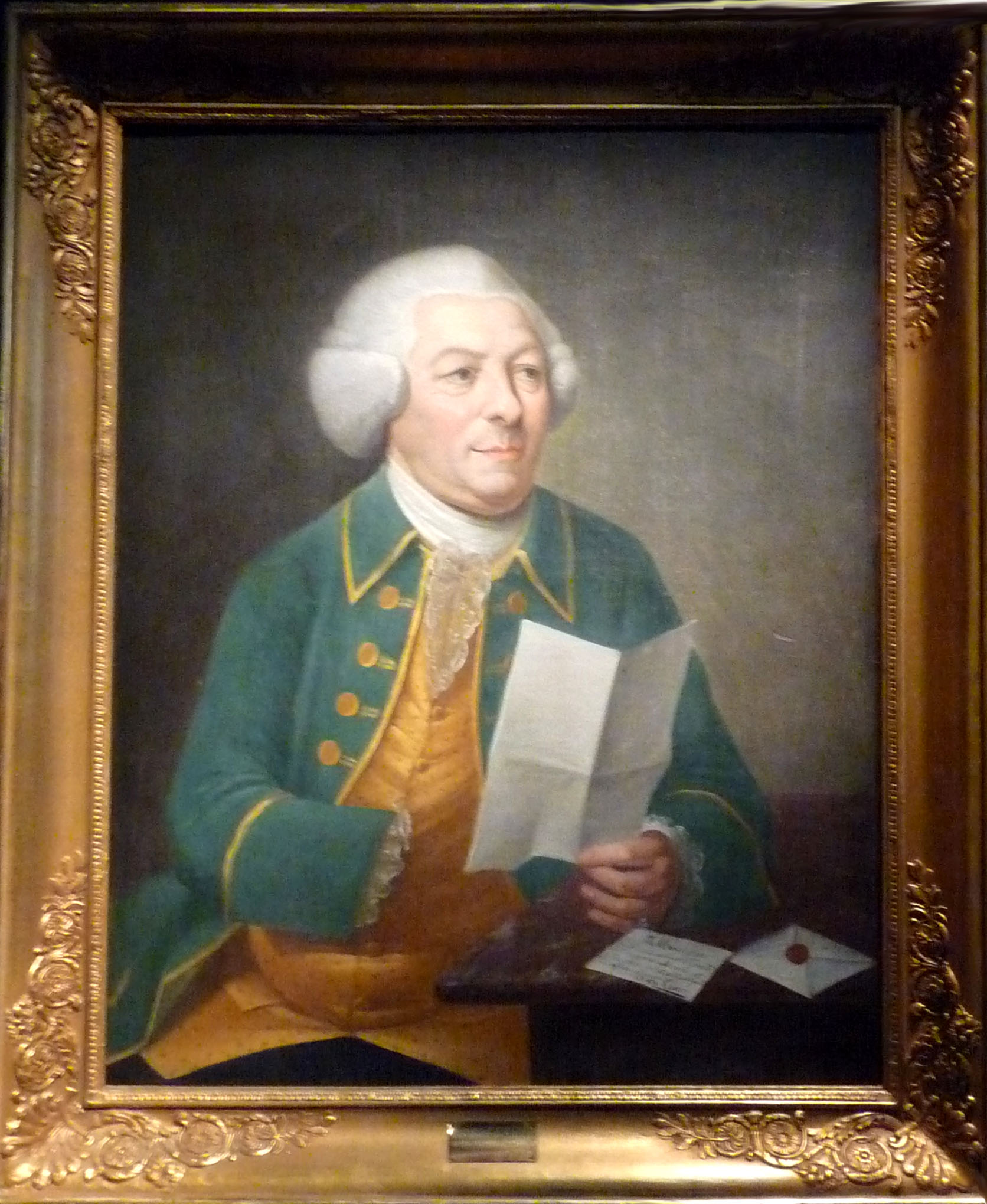
Cerf Berr, ex comisario del ejército naturalizado, administrador de la Nación Judía de Alsacia. Desde la tribuna, el Príncipe de Broglie denuncia la flagrante apropiación, según él, de los diputados de la Asamblea Constituyente a favor de la emancipación.

A pesar de las falsedades e interpretaciones falaces de los deseos formulados por las sinagogas de los Tres Obispados, Reubell y su grupo presenciaron la aprobación de un decreto el 28 de enero de 1790 que concedía la ciudadanía a todos los no católicos. In extremis, argumentan un problema de control de constitucionalidad que no puede resolverse por decreto. Su intervención provocó la adición al decreto de una “enmienda de aplazamiento" sólo para judíos: "Sin pretender prejuzgar nada respecto de los judíos, sobre cuyo estado la Asamblea Nacional se reserva el derecho de pronunciarse". Los sefardíes de Burdeos y de Bayona, como Abraham Furtado, Aviñón, tercer centro francés de judaísmo después de París, que aún no había sido anexionado, perdieron temporalmente la nacionalidad francesa, que les había sido concedida especialmente el día anterior por una gran mayoría llevada por la alegación de Talleyrand.
En mayo de 1791, en oposición a la derecha y a Barnave, Reubell adoptó el punto de vista opuesto en su lucha contra la emancipación de los judíos. Se mostró favorable a la adquisición de derechos para los hombres libres de color en las colonias. Sin embargo, propuso una enmienda que excluía a los libertos, que fue adoptada.
Después de la huida de Luis XVI y del arresto en Varennes el 22 de junio de 1791, su oposición a Robespierre, que rechazaba en principio su acercamiento, llevó a Reubell a abandonar a los jacobinos. Se unió al club Feuillants sin cambiar sus posiciones sobre los asquenazí y los hombres libres de color. Sin embargo, a estos ciudadanos se les retiró la ciudadanía el 24 de septiembre de 1791 y tres días después, el 27, la adquirieron mediante una especie de abuso de poder. Ese martes, Adrien Duport propuso la anulación del aplazamiento del 28 de enero de 1790. El Presidente Michel Regnaud hizo aprobar inmediatamente la moción, declarando inconstitucional cualquier debate.
Al margen de la sesión, los diputados alsacianos obtuvieron de Duport y Target, después de dos horas de discusión, una enmienda según la cual la ciudadanía francesa no puede ser concedida "en cuanto a aquellos individuos judíos que prestarán juramento cívico y que con ello renunciarán a los falsos privilegios y excepciones introducidos hasta ahora a su favor. La "Enmienda Rewbell", presentada por Victor de Broglie, fue adoptada al día siguiente, el 28 de septiembre de 1791.
Reubell, sin embargo, no la consideraba suficiente para prevenir los riesgos de pogromos provocados en Alsacia, según él, por el decreto del 27. En efecto, después de las vicisitudes del Terror durante las cuales se practicaba la extorsión, la especulación sobre los bienes nacionales benefició a los banqueros judíos alsacianos hasta el punto de que, en diciembre de 1805 Napoleón, profesando en privado un antisemitismo desenfrenado, se apoderó del Consejo de Estado y suspendió el pago de las deudas contraídas por los agricultores alsacianos, lorenos y renanos durante un año antes de crear un organismo regulador, el Sanedrín.

### Convencional

#### Misión a Maguncia (1792)
A la disolución de la Asamblea Constituyente, el 30 de septiembre de 1791, al no ser elegible para la Asamblea Nacional como constituyente, Reubell asumió la función exclusiva de fiscal general síndico del Alto Rin, para la que fue elegido el 16 de julio de 1790. Asumió su cargo el 17 de octubre de 1791. En Alsacia, se enriqueció comprando bienes nacionales a bajos precios cuando, el 22 de abril de 1792, estalló una guerra de cinco años contra la Primera Coalición. El 3 de septiembre de 1792 fue elegido diputado de la Convención Nacional por el departamento, cuando el general de división Adam Philippe de Custine invadió Renania.

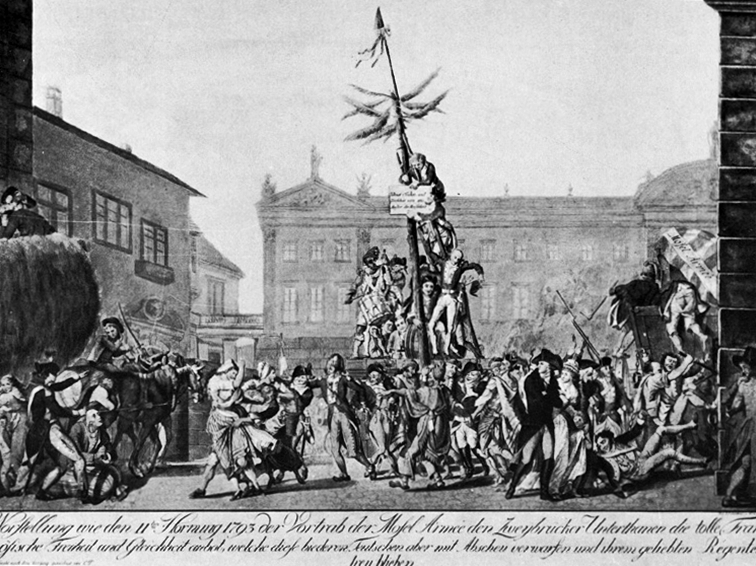
Manifestación popular organizada en Deux-Ponts por el ejército del Rin el 11 de febrero de 1793.

Maguncia fue "liberada" en octubre, y Reubell hizo campaña a favor de la anexión del Electorado del Palatinado a Francia, pero en diciembre se perdió Fráncfort del Meno. En enero de 1793 fue designado, junto con Merlín y Haussmann, representante en misión en el ejército del Rin. Habiendo partido hacia Zweibrücken y luego Maguncia, los tres diputados estuvieron ausentes durante el proceso judicial contra Luis XVI pero, el 6 de enero de 1793, insistieron en expresar su opinión por carta, expresando sorpresa de que Luis XVI de Francia  siguiera vivo.
Proclamada la República de Maguncia e inmediatamente asediada por los prusianos del Carlos Guillermo Fernando de Brunswick, el hijo de Reubell, Jean Jacques, un segundo teniente de veinticinco años, fue ascendido el 1 de mayo de 1793 al Estado Mayor del Ejército del Rin, del que el teniente general Beauharnais tomó el mando el 23 del mismo mes. Dos meses más tarde, Maguncia capituló con honores, en presencia del duque de Weimar y de su ministro Goethe, y el comisario Reubell siguió al "Ejército de Maguncia", diez mil quinientos hombres al mando del general Aubert, en su traslado a Nantes, donde debía participar en la Guerra de la Vendée.

#### Misión en Vendée (finales de 1793)
Reubell presidió el consejo de guerra el 2 de septiembre y desautorizó, en vano, al general Jean Antoine Rossignol, que fue juzgado incompetente por sus rivales Jean Baptiste Camille de Canclaux y los Mayençais, pero fue apoyado en París por Jacques-René Hébert y Maximilien Robespierre. Después de una primera victoria en Montaigu el 16, la derrota de Jean Baptiste Kléber en Tiffauges y la de Antoine Joseph Santerre en Coron el 19, luego una serie de reveses que duraron hasta el 22 y la batalla de Treize-Septiers, sancionaron un mal arbitraje.
El hermano de Jean François Reubell, el general Henri Thomas Reubell, aprisionado a finales de septiembre de 1793, permaneció detenido durante cinco semanas. La primera Guerra de la Vendée continuaba en el Giro de la Galerna. El representante en misión estuvo con Bézard, Delaunay y Dornier ,presentes en Angers junto al ayudante general Liébault el 11 de noviembre, en vísperas de la batalla de Granville donde el ejército realista se encontraba sitiado, cuando las disensiones políticas en el seno del estado mayor cesan finalmente con la destitución del general Jean Léchelle, el ascenso de François Séverin Marceau-Desgraviers en su lugar y luego la llegada en misión del representante Turreau.

#### Termidoriano (1794)
Durante el resto del Terror, se refugió en su provincia. Sin embargo, en febrero y marzo de 1794, participó nuevamente en el debate de la Convención Nacional  sobre la cuestión colonial. Esta vez se pronunció por la abolición de la esclavitud negra y el arresto de los colonos blancos hostiles al decreto del 16 de Pluviôse año II (4 de de febrero de 1794). La fundición de cañones en Indret, elemento esencial del rearme francés, fue confiada a uno de sus primos.
Tras la caída de Robespierre, ocurrida el 27 de julio de 1794, reagrupó a los termidorianos a quienes sus exagerados oponentes calificaban de reaccionarios, y fue quien en la reacción de Termidor propuso prohibir a los jacobinos, a cuyos miembros calificó de facciosos y aristocráticos, así como "Furias de guillotina".  El 6 de octubre de 1794 ingresó durante tres meses, según la regla, en el Comité de Seguridad General, donde con el alsaciano Bentabole inició la purga de los jacobinos. Sin embargo, cuando la Convención Nacional cuestionó la absolución pronunciada por el Tribunal Revolucionario a favor de un responsable de los ahogamientos de Nantes, pide apaciguamiento y obtiene el indulto para quien ejecutó las órdenes sin darlas.
Del 21 de diciembre de 1794, asumió la presidencia de la Convención Nacional. El asesinato, el 10 de febrero de 1795 de una personalidad riquísima, amiga del diputado Jean Debry, fue para Reubell, aunque significara promover la impunidad de los actores del Terror Blanco, la oportunidad de denunciar desde la tribuna la anarquía que reinaba en las campañas del Sur y en el paso de ciertos jacobinos de la resistencia armada al robo.  El 23 de febrero de se aprobó una ley antiterrorista.

#### Diplomático del Comité de Seguridad Pública (1795)
En marzo de 1795, Reubell formó parte del nuevo contingente, renovable por cuatro meses, del Comité de Salvación Pública. En este órgano de gobierno provisional, fue uno de los diplomáticos con los que el ministro genovés Bartolommeo Boccardi negoció los acuerdos de defensa de los que surgiría la República Ligur en tres años. Anteriormente, el 21 de noviembre de 1794, su primo el general Barthélemy Louis Joseph Schérer fue designado para comandar el Ejército de Italia, que, tras la batalla de Dego, ocupó el oeste de la República de Génova.
Formuló un decreto que organizaba la venta de bienes de los emigrantes mediante la lotería y anuló las disposiciones anteriores, decreto adoptado el 17 de abril de 1795. Esta manera de proceder, evitando la dispersión de los bienes, preservaba su valor y, como la distribución no beneficiaba a todos, renunciaba a una utopía de igualdad social.
Desde principios de 1795, Reubell y Merlin supervisaron la fundación de la República Bátava. Acompañó a Emmanuel-Joseph Sieyès en las negociaciones con los representantes de los patriotas holandeses Pieter Paulus, Jacob Blauw, Caspar Meijer y Willem Anne Lestevenon. Las negociaciones dieron como resultado en mayo el Tratado de La Haya, del que él fue el principal redactor.
Reubell se oponía a firmar la paz con España mientras no se le devolviera Luisiana. Sin embargo, la paz se concluyó el 22 de julio de 1795 mediante el segundo Tratado de Basilea y Luisiana no sería devuelta hasta el 11 de octubre de 1800 por el Tercer Tratado de San Ildefonso, a cambio de apoyo a la candidatura de Thomas Jefferson a la presidencia de los Estados Unidos.

### Director Ejecutivo de la República

#### Presidente del Directorio (1795-1797)
Diputado al cuerpo legislativo el 13 de octubre de 1795, fue nombrado Secretario  y elegido director en su primera reunión, el 1 de noviembre. Fue presidente del directorio  durante casi dos años, hasta que el 4 de septiembre de 1797 Louis-Marie de La Révellière-Lépeaux, cooptado para desempeñar el papel de títere, le sustituyó en esta función. El presidente era uno de los consejeros que los representaba ante los jefes de Estado extranjeros y firmaba en su nombre los documentos que comprometían la palabra de Francia. Cada director asignaba una parte del territorio nacional, reservándose Reubell el nordeste de Francia.
Dentro del directorio, era responsable de las finanzas, la justicia y la política exterior, área en la que confiaba en el jefe de la oficina diplomática, Antoine Bonnier d'Alco. Dotado de un gran poder de trabajo, anotaba personalmente todas las cuentas decenales de los sucesivos ministerios de asuntos exteriores, informes que fueron establecidos por la ley del 14 de Frimario del año II y que resumen con precisión todos los intercambios escritos del ministro con los agentes franceses y diplomáticos extranjeros y con otros ministros. Sin embargo, como nefrópata, a veces se vio obligado a suspender su actividad, y su esposa le pidió en 1796 que dimitiera. Sus compañeros aprovecharon que se retiraba casi todas las noches a su casa de Arcueil  para actuar sin su conocimiento.

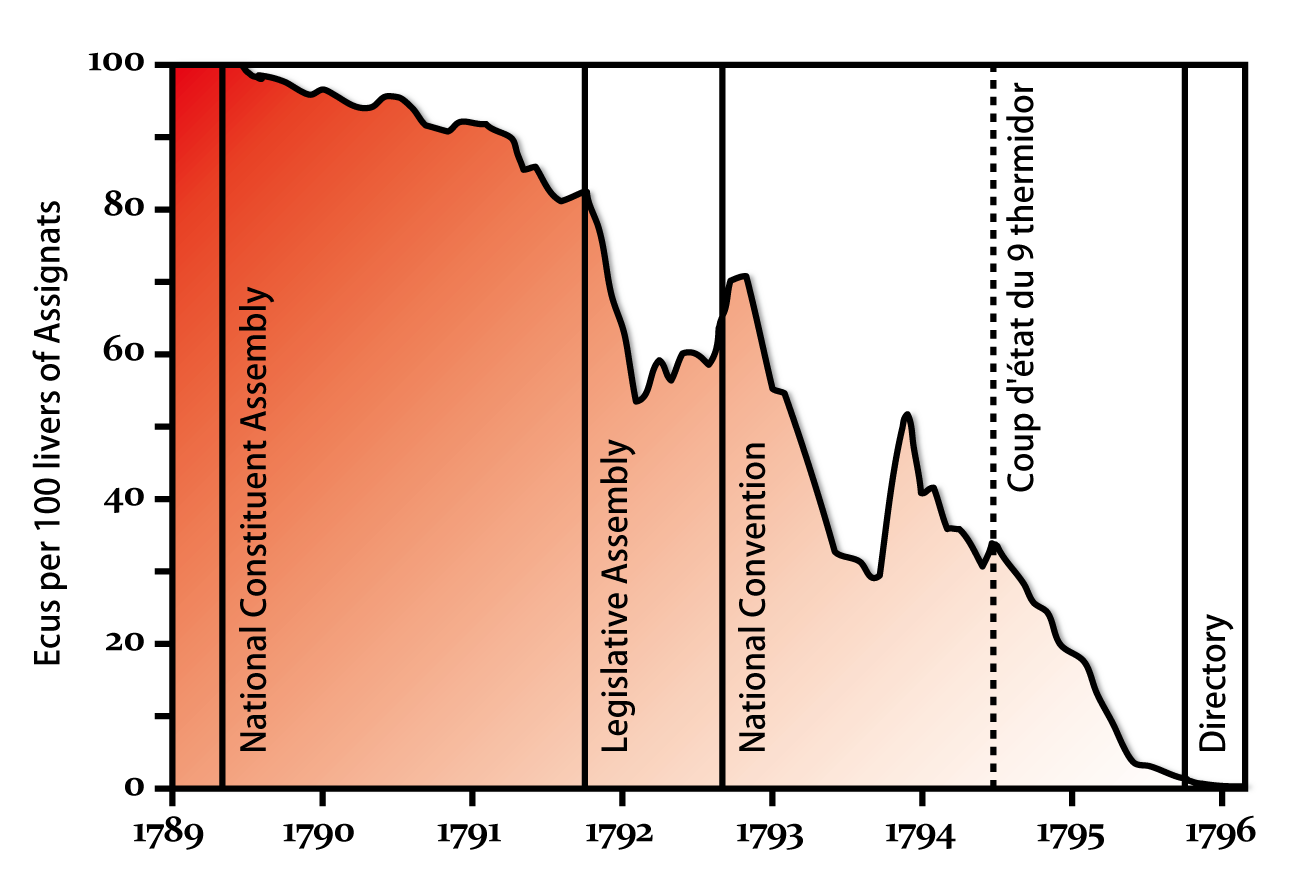
Devaluación del asignadot en cien libras.

El 26 de diciembre de 1795, es él quien presenta en el podio el programa de gobierno del directorio. Estableció como prioridad la lucha contra el agiotaje  y el acaparamiento. Inmediatamente, ante la inflación de los asignados, que comenzaron a emitirse en enero, puso en marcha con el ministro de finanzas Ramel la política monetaria de bonos de préstamos forzosos a partir 10 de diciembre, luego de mandatos territoriales garantizados sobre los bienes nacionales hipotecados, que finalizaron en septiembre de 1797 con la quiebra del tercero consolidado. En de abril de 1796 fijó el tipo de cambio del oro y la plata del nuevo franco y restableció en agosto la circulación de las antiguas monedas, cuyo metal faltaba en la Monnaie de Paris.
En el plano interno y judicial, Reubell organizó con sus colegas y el ministro de justicia Philippe-Antoine Merlin de Douai la represión contra el jacobinismo, represión que culminó tras la conspiración de Babeuf y, el 10 de septiembre de 1796, el atentado de Grenelle. Él personalmente se encargó de la deportación del preceptor André-Charles Brotier a Guyana, salvándolo de ser fusilado. Con el ministro de justicia Charles Lambrechts, se enfrentó a los “Clichianos"  y el giro realista de una opinión pública cansada y favorable a los sacerdotes perseguidos. Adoptó disposiciones legales que sistematizaron la deportación en Guyana, expediente calificado como "guillotina seca", y que apuntaban a conspiradores como Charles Honoré Berthelot de La Villeheurnois. El 22 de marzo de 1797, dio la orden de elaborar una lista de los franceses que se habían alojado en las localidades del círculo de Suabia ocupadas por el ejército francés once meses antes.

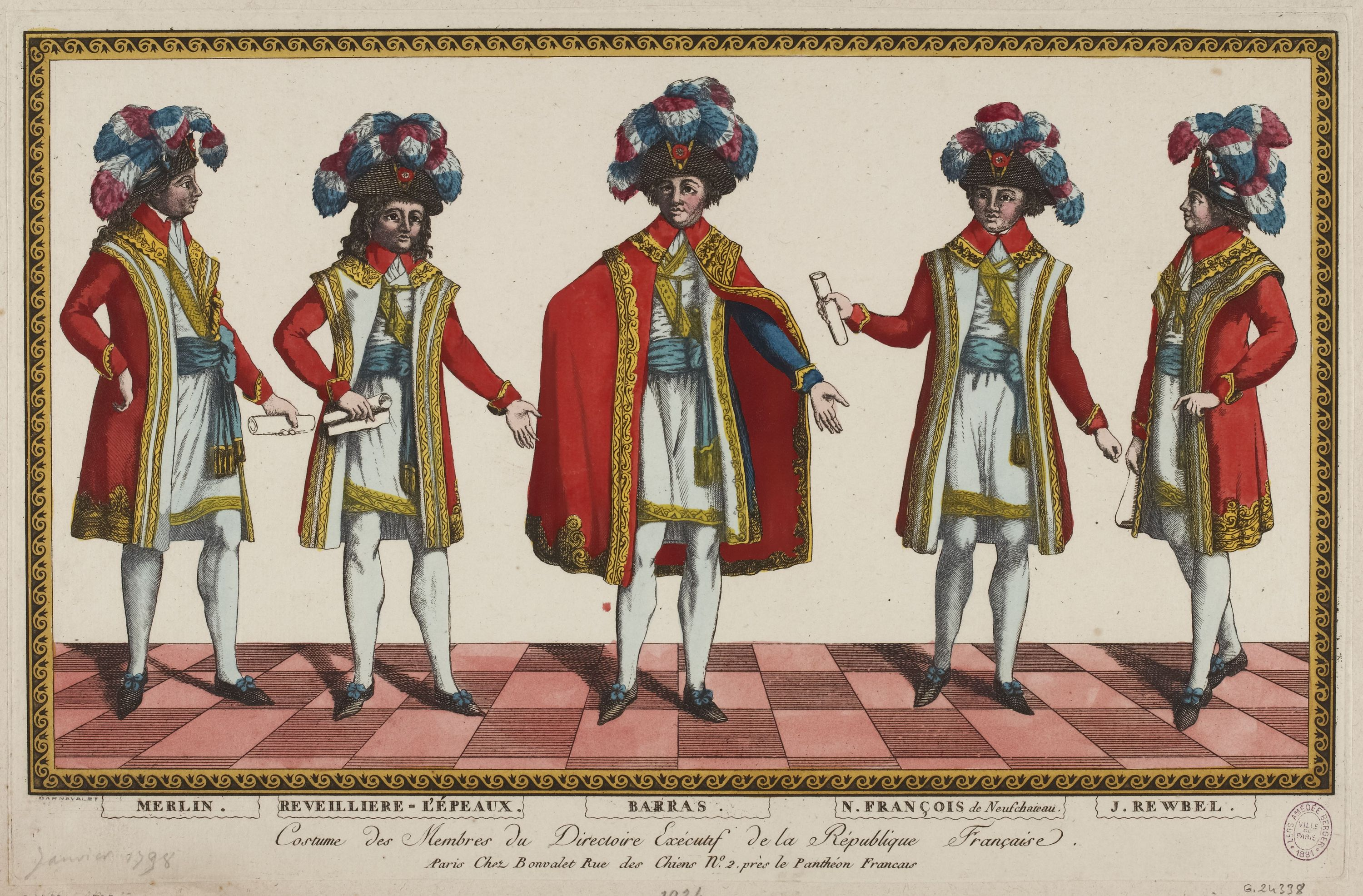
Reubell (derecha) y sus colegas del Directorio con sus trajes ceremoniales diseñados por David.

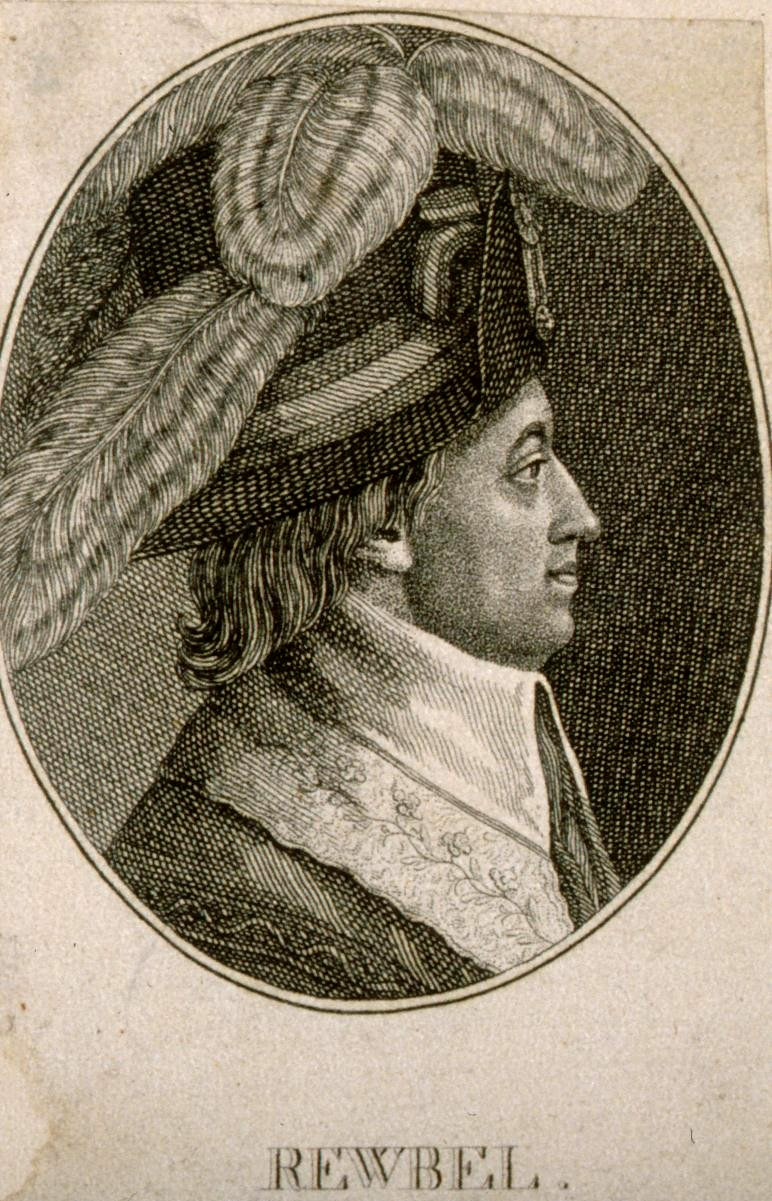
Jean-François Reubell con su traje ceremonial de director.

#### El plan del Rin
En marzo de 1796, negoció con el ministro Lapparent el apoyo francés a la nueva República Bátava. Promotor de la política de Fronteras naturales de Francia y de repúblicas hermanas, y por tanto del partido de la guerra de conquista, favorable a una contraofensiva tras el fracaso de Maguncia, opuesto a una paz inmediata con la Primera Coalición, consideraba una prioridad la anexión de la Renania, que pretendía obtener mediante un intercambio con los territorios conquistados por Bonaparte durante la campaña italiana. Paralelamente a la situación militar que se desarrollaba, dirigió la acción diplomática a pesar de la obstrucción de Paul Barras. La paz con el Reino de Nápoles se firmó en julio de 1796 y en febrero de 1797, tras la batalla de Rívoli, el Tratado de Tolentino, que anexó Aviñón y el Condado de Venaissin a Francia e impuso al Papa su exigencia de cesar toda propaganda que apoyara la contrarrestación.

Fronteras y organización territorial de la República el 25 de agosto de 1798 excepto el Principado de Montbéliard. No fueron reconocidos hasta 1801 por Austria firmando el Tratado de Lunéville.

Sin embargo, su plan para el Rin fue interrumpido en abril de 1797 por el "el infame tratado de Leoben" que Barras reprochó a Lazare Carnot,  encargado de los asuntos militares, haber impuesto un hecho consumado y que estableció definitivamente a Francia en Italia. Durante las negociaciones, Reubell, desautorizando las condiciones dictadas por el director Carnot al ministro de asuntos exteriores Charles Maurice de Talleyrand, utilizó su autoridad de Presidente y las modificó sin el conocimiento de su colega, sin poder hacer más. Carnot busca la paz, Reubell el aniquilamiento de Austria, Bonaparte acaba firmando el tratado sin autorización formal. El frente nororiental debe ser despejado para enfrentarse a los austriacos en Mantua.
Apenas molesto por la creciente popularidad del joven general, Reubell dirigió sin embargo operaciones diplomáticas y administrativas con Talleyrand, a pesar del gran desprecio que mostraba por las costumbres de este último y al que calificaba de "nulidad almidonada, picardía encarnada de un lacayo del Antiguo Régimen" carente de corazón. Llevaron a cabo su proyecto y anexaron oficialmente a Francia los departamentos combinados de Bélgica, así como los de la República Cisrenana, es decir, la orilla izquierda del Rin. Reubell hizo nombrar allí un administrador civil, François Rudler, un jurista alsaciano.
Al mismo tiempo, en octubre de 1797, nombró un relativo embajador en Suiza  y tomó iniciativas que tuvieron como resultado el derrocamiento del gobierno de un país vecino que apoyaba a los contrarrevolucionarios. La invasión de Suiza comenzó en enero de 1798 con la revolución vaudois y desembocó en abril en la creación de la República Helvética.

#### Triunvirato (principios de 1797)
Reubell respondió a la pérdida de la mayoría republicana en las elecciones del 11 de abril de 1797 formando con Barras y finalmente Louis-Marie de La Révellière-Lépeaux, un hombre modesto y obsesionado por la teofilantropía, lo que la prensa realista denigraba bajo el nombre de "triunvirato" y que garantizaba una mayoría sólo dentro del directorio. En esta nueva división del gobierno, Reubell dejó la apariencia del poder a Barras, y se reservó las finanzas. Los consejos, ahora hostiles al gobierno, preparaban una amnistía para los emigrantes, los insurgentes y  los chuanes.
El 16 de julio de 1797, por recomendación del diputado de los Vosgos Poullain Grandprey, Reubell nombró ministro del interior al fisiócrata François de Neufchâteau, quien llegaría a ser director durante un tiempo. Discípulo de Reubell que amplió sus opciones, Neufchâteau se revelaría como un gran comisario estatal, trabajando, siguiendo las huellas de Nicolas de Condorcet y Antoine Lavoisier, para la generalización de las estadísticas públicas y la fundación de archivos departamentales, del Depósito General de Naipes, del Concurso General, del Museo del Louvre, de lo que prefigura las exposiciones universales.

#### Fructidor (finales de 1797)
El ministro de defensa Petiet fue destituido el 14 de julio, el día 23, Reubell llamó en su lugar a su pariente, el general Barthélemy Louis Joseph Schérer. La noche del 1 de septiembre, un batallón de la Guardia Nacional esperó la orden de Dumas de apoderarse de Barras y Reubell en el Palacio de Luxemburgo, pero el general no se atrevió.
La noche del 4 de septiembre de 1797, Barras detuvo en su casa a Reubell, que tenía plena conciencia de un golpe de Estado pero lo consideraba demasiado arriesgado, y con el pretexto de un atentado planeado atribuido a Georges Cadoudal, recuperó el poder mediante el golpe de Estado del 18 Fructidor Año V con la asistencia de Bonaparte. París estaba rodeada por el ejército. Las Tullerías estaban ocupadas. Los consejos estaban investidos. El general Pierre François Charles Augereau, este "bandido orgulloso", encabezó las incursiones por la ciudad.
Once diputados, incluido su presidente Jean-Charles Pichegru, cuarenta y dos senadores, el director François Barthélemy, treinta y dos y luego cincuenta y cuatro directores de periódicos y sus impresores, entre ellos Isidore Langlois, Richer-Sérizy, Bertin d'Antilly, La Harpe, Vauxcelles, fueron internados en la prisión del Temple luego proscritos, incluso deportados a Guyana. Muchos "fructidorizados", como el director Lazare Carnot, el expresidente Jean-Étienne Portalis, el diputado Pastoret, los periodistas Louis de Fontanes, Beaulieu y Jean Baptiste Antoine Suard, logran escapar. Reubell evita problemas a su compañero alsaciano, el diputado moderado por Guillermo del Bajo Rin, también acusado de monárquico.
Una ley aprobada el 5 de septiembre establece la censura de prensa durante un año, prevista en el artículo 355 de la constitución del Año III en caso de conspiración contra la seguridad del Estado. Las elecciones fueron anuladas en cuarenta y nueve departamentos y los triunviros encontraron una mayoría artificial, pero sostenida por una opinión pública no representada por el sufragio censitario. Reubell, en este sentido el primer jefe de Estado moderno, se basaba en los relevos de opinión de una veintena de periódicos republicanos, como L'Historien, que dirigía Étienne Mejan y que acogía a su protegido, el alumno del difunto Antoine Lavoisier, Éleuthère Irénée du Pont de Nemours. Los periódicos realistas eran diez veces más numerosos .
Con Merlín, estaba en el seno del gobierno del partido, apoyado por el presidente de Cinq Cents Siéyès y por los diputados Boulay, Chénier y Chazal, de ostracismo radical contra los emigrantes retornados o supuestamente tales a Francia. El 29 de noviembre de 1797, un decreto pronunció la pérdida de la nacionalidad de todos los antiguos nobles. Quienes quisieran conservarla, asimilados a los extranjeros, deberían presentar una solicitud de naturalización.

#### La batalla de la opinión pública (1798)
Para recuperar el favor del pueblo, los directores intentaron un “corte", ideado por Talleyrand y presentado Bonaparte. Estancado el plan de invadir Inglaterra, se trataba de instalar dos establecimientos coloniales situados a ambos lados del istmo de Suez en un Egipto otomano que gobernaba un mameluco en nombre del sultán Selim III, Murad Bey. La operación fue diseñada como una continuación de la guerra ruso-turca, que agotó a la Sublime Puerta en los confines militares del Imperio de Habsburgo. Se vio alentado por el ejemplo de la Nueva Rusia de Catalina II, quien, seis años antes, se había apoderado, en el otro extremo del Imperio Otomano, de la provincia clave de Yedisan. El objetivo de Reubell era tanto impresionar a la opinión pública como tender, junto con una segunda expedición a Irlanda, a debilitar tanto el apoyo británico a los chuanes como la presencia militar de los regimientos revolucionarios en el territorio nacional.
Las elecciones de abril de 1798 fueron favorables al partido directorial, pero produjeron un número impresionante de opositores de izquierda. Reubell, que desea recuperar en nombre de la República Bátava las colonias de Trinquemale y Ciudad del Cabo, que no serían devueltas hasta 1802 por el Tratado de Amiens, trabajaba para romper la paz de Campo Formio y la reanudación de las hostilidades. Estuvo a punto de ser sustituido por el ministro de justicia Lambrechts, que gozaba de una reputación de integridad. En estas circunstancias, los temores de una contraofensiva austriaca hicieron que Reubell considerara cancelar la campaña egipcia. Bonaparte, durante una tormentosa conversación en la que se convirtió en especialista, obtuvo el mantenimiento de una operación, que perdió el apoyo político y diplomático y se convirtió en una simple expedición científica por un lado, y en una aventura personal por el otro. El 4 de mayo de se formó una comisión parlamentaria para examinar la regularidad de la organización de la votación, siendo la propia ley electoral manipulada por órdenes de los directores, El día 11, nuevo golpe de Estado, se adoptó la ley del 22 Floréal año VI, que invalidó ciento seis diputados exclusivos.
El 12 de agosto de 1798, Reubell, que padecía cálculos en el riñón, tomó una licencia excepcional en Plombières-les-Bains, para propiciar la curación. Allí simpatizó con Joséfina Bonaparte, que tenía consideración por el estadista. Tras una estancia en su residencia de Sigolsheim, regresó a París a mediados de septiembre. Inmediatamente prohibió el periódico Bien Informé que, a propósito de esta enfermedad, publicaba un sarcasmo de Sieyès que evocaba el alcoholismo:  "siempre tiene que tomar algo !".

### La sustitución del director por el dictador
Sus enemigos se precipitaron contra el sacerdocio de un hombre aislado a nivel personal, cuya ironía, la ferocidad de los juicios sobre sus vecinos y la austeridad e incluso la avaricia eran legendarias. Su impopularidad se vio amplificada por el uso del “gatito directorio", una deducción anual de los emolumentos de cada director que se paga al saliente  y ascendía, en el caso de Reubell, a cien mil francos. Al organizar el traslado de uno de los cinco lujosos apartamentos para el servicio del Pequeño Luxemburgo, su cuñada hizo retirar los muebles que la república le había puesto a su disposición, lo que le valió una prensa desastrosa, a pesar de que los muebles habían sido restaurados, y una imagen de "directorio podrido"  que será retomado sin críticas por la historiografía partidista del XIX. Sieyès, tras el golpe de Estado del 18 de junio de 1799, ocupó su lugar en el directorio.
El 19 junio el antiguo presidente del Consejo de los Quinientos, Moreau, pidió la abolición del directorio. El día 25, acusó en sesión al representante Jean Jacques Rapinat  de haber encubierto la malversación por parte del comisario de guerra Rouhière de una parte de los dieciséis millones de libras sustraídas a Suiza. Rapinat era el cuñado de Reubell, quien lo defendió. Los directores debieron explicar la violación de los derechos de las naciones, como lo fueron las invasiones de Suiza y Egipto sin declaración de guerra. Acusarlos de haber enviado a Bonaparte a la aventura egipcia  fue una manera de que los bonapartistas exculparan al joven general del crimen de haber abandonado sus tropas en Egipto. El 12 de julio de 1799, los Consejos votaron una ley denominada “Ley sobre represión del bandolerismo y asesinatos en el interior." que declaraba sospechosos a Reubell y a todos los ex directores. El golpe de Estado del 18 de Brumario del año VIII (9 de noviembre de 1799), en el que se vio implicado por sus funciones su hijo, el ayudante general Jean-Jacques Reubell bajo las órdenes del general Sérurier, puso fin a sus dificultades.

### Jubilación y posteridad
Reubell se retiró entonces de la vida política en su campo de Arcueil, tres kilómetros al sur de París. En 1801, rechazó el cargo de consejero de Estado o de prefecto que le ofrecía el primer cónsul, quien, sin gustarle, reconoció en él "el único miembro del directorio que estaba en su lugar".
En 1803, su hijo Jean Jacques, a quien Letizia Bonaparte planeaba casar con Hortense de Beauharnais, se casó con una heredera de Baltimore al mismo tiempo que Jerónimo Bonaparte, habiéndose hecho cercanos los jóvenes durante su expedición marina a las Indias Occidentales. Arruinado por el estilo de vida de su nuera y los gastos de ese hijo, Jean François Reubell vendió su propiedad de Arcueil en 1806 al canciller del senado Pierre-Simon Laplace. Debilitado por la enfermedad, murió prematuramente de una apoplejía en Colmar el 24 de noviembre de 1807, año en que el Imperio francés triunfó sobre Prusia y su aliado ruso.
Un mes más tarde, el mismo hijo, que se había distinguido en la batalla de Ostrolenka, fue ascendido a general. En 1811, Napoleón concedió a la viuda una pensión de seis mil francos.
Su bisnieto, Jean-Jacques Reubell (1851 – 1933), fue coleccionista y donante a principios del XX del Museo Metropolitano  y del Museo de Artes Decorativas.